# 刘冰上书事件
刘冰上书事件，是1975年下半年的一宗政治事件，此事件也是批邓、反击右倾翻案风的导火索。
1975年8月和10月，中共清华大学党委副书记刘冰等人联名两次向毛泽东写信，揭发党委书记、四人帮亲信迟群和谢静宜存在种种问题。信件经邓小平转交给毛泽东。毛泽东认为写信动机不纯，信矛头是对着自己，而邓小平转信本身是偏袒和支持刘冰。迟群此时亦写信称周荣鑫意图打倒迟群。随后11月1日，毛泽东的联络人毛远新向毛泽东汇报，称邓小平意图否定文化大革命。随后清华大学召开大会批斗刘冰等人，并将矛头指向邓小平:28。毛泽东认为：“清华大学所涉及的问题不是孤立的，是当前两条路线斗争的反映”。
11月20日，中央政治局讨论此次问题，毛泽东希望中央政治局就文化大革命问题上统一认识，提议由邓小平主持；而被邓婉拒。随后11月下旬，中央政治局召开130名参会的“打招呼会议”，正式推行反击右倾翻案风:29。